# Glasmacherbrunnen (Bergheim)

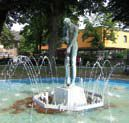
Der Glasmacherbrunnen in Quadrath-Ichendorf

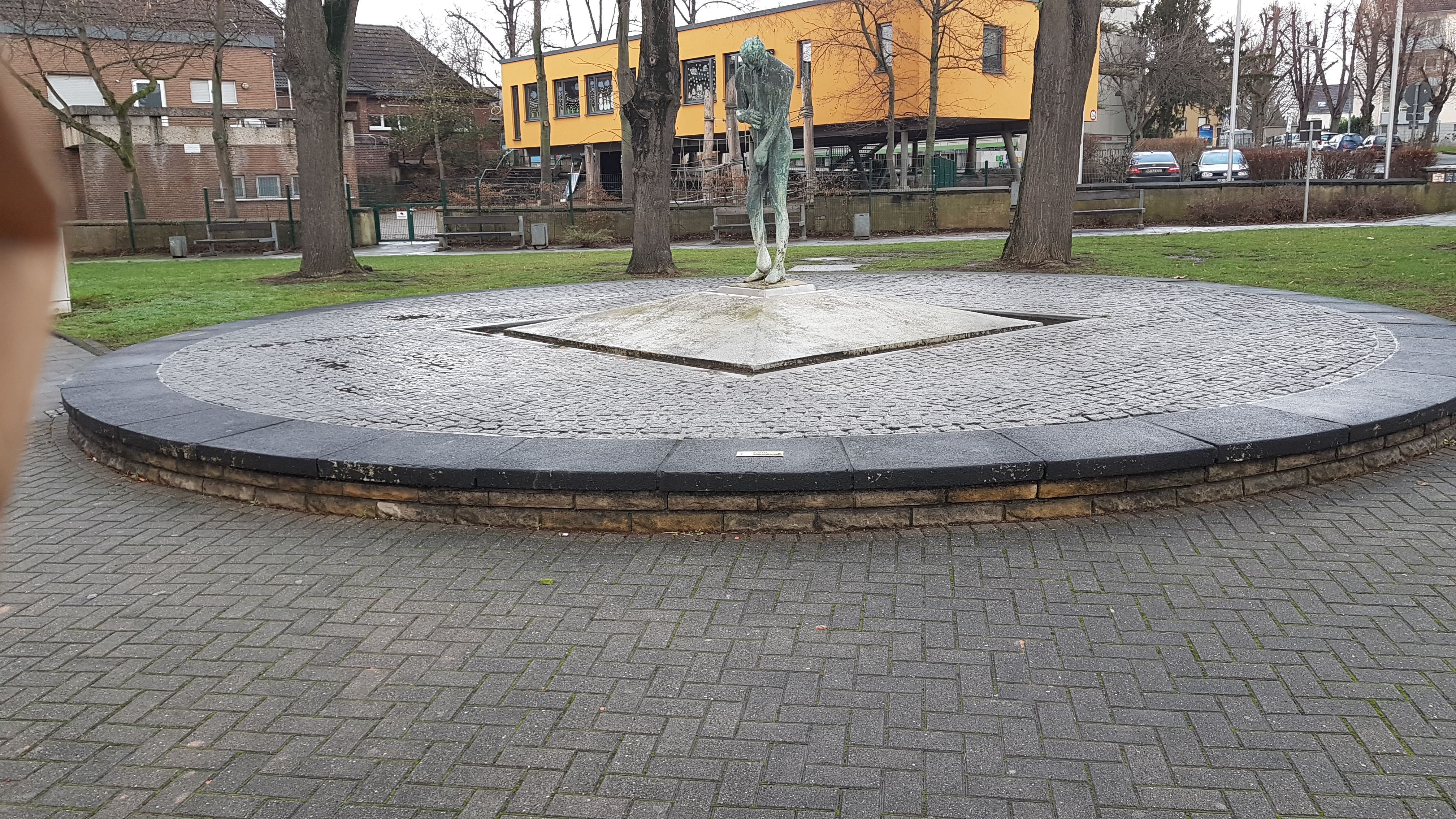
Der Glasmacherbrunnen nach dem Umbau 2012

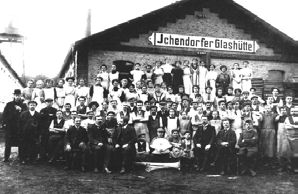
Eine ältere Abbildung der Ichendorfer Glashütte

Der Glasmacherbrunnen (auch Glasbläserbrunnen genannt) ist ein Denkmal und befindet sich im Stadtteil Quadrath-Ichendorf, einem der 15 Stadtteile der Kreisstadt Bergheim im Rhein-Erft-Kreis.

## Beschreibung
Mit geneigtem Kopf umgreift der Glasbläser mit beiden Händen die Glasmacherpfeife, an deren Ende, kurz über dem Boden, sich die Hohlform des Glases befindet. Die Statue steht auf einem Sockel in der Mitte eines kreisförmigen Brunnenbeckens. Die Figur verkörpert einen Glasbläser in zeitloser Darstellung.
Im Jahr 2012 wurde der Bereich um den Brunnen, zusammen mit dem Brunnen neu gestaltet. Vom alten Designe blieb lediglich die Figur auf dem Sockel erhalten. Der Brunnen wurde nach dem Umbau am 20. September 2012 wieder in Betrieb genommen.

## Geschichte
Der Glasmacherbrunnen wurde im Jahr 1963 von dem Kölner Künstler Gilbert Kruft (* 1939 † 2015 in Bologna) geschaffen. Der Brunnen erinnert an ein bedeutendes Kapitel der Quadrath-Ichendorfer Wirtschaftsgeschichte: die Ichendorfer Glashütte. Das Unternehmen bestand mit Unterbrechungen von 1898 bis 1986 und hatte sich durch die Qualität seiner Erzeugnisse weit über die Region hinaus einen Namen gemacht. Auch der englische Königshof zählte zu den Kunden der Ichendorfer Glashütte. Kruft war bereits 1954 als Designer für die Hütte tätig.

## Denkmal
Der Glasmacherbrunnen ist mit der Denkmalnummer 129 als Baudenkmal in die Liste der Baudenkmäler in Quadrath-Ichendorf eingetragen. Die Beschreibung lautet:

Die Brunnenanlage wurde 1963 nach Entwürfen des Künstlers Gilbert Kruft (im Original falsch Kroff) errichtet. Die Statue, die auf einem trapezförmigen Sockel in der Mitte des kreisförmigen Brunnenbeckens steht, wurde in Zusammenarbeit mit den Kölner Werkschulen gegossen. Die Figur verkörpert einen Glasbläser in zeitloser Darstellung. Der Brunnen erinnert an die Ichendorfer Glashütte, die sich durch die Qualität ihrer Erzeugnisse weit über die Region hinaus einen Namen gemacht hatte.